# Azamat Omurżanow
Azamat Kakymgalijewicz Omurżanow (oryg. Азамат Какымгалиевич Омуржанов; ur. 15 czerwca 1989) – kazachski zapaśnik walczący w stylu wolnym. Zajął jedenaste miejsce na igrzyskach azjatyckich w 2014. 
Piąty na mistrzostwach Azji w 2011 i 2024. Dwunasty w Pucharze Świata w 2013 roku.